# Беленана
Белена́на — развалины ханского дворца кыпчакского периода. Находится на территории Чиилийского района Кызылординской области, в устье реки Сарысу, рядом с озёрами Сыныртек и Таликоль.
Беленана являлся летней резиденцией кыпчакских ханов Сыгнака и Саурана. В окрестностях памятника сохранились развалины других древних дворцов и множество украшенных куполов. Кроме того, некоторые исследователи, как например, П. И. Рычков или А. И. Левшин, считали Беленану и окрестности, расположением крупного города раннего средневековья, лежавшего на оживлённом караванном пути:514.